# Münchhausentrilemma
Het Münchhausentrilemma is een filosofisch trilemma dat elke waarheid ter discussie stelt. Het stelt dat geen enkele waarheid of aanname met zekerheid vast te stellen is. Bij het uitpluizen van onderbouwingen of bewijzen (en de daaronder liggende onderbouwingen) komt men uiteindelijk uit op minstens een van de volgende drie doodlopende sporen:
1. Men loopt tegen een regressie-probleem aan. Immers alle bewijzen zijn onderbouwd door onderliggende bewijzen. Men zal tot in het oneindige door moeten gaan met onderbouwen.
2. Men komt uit bij een niet-aantoonbare aanname, een axioma.
3. Men komt terecht in een cirkelredenering. Een bewijs wordt ondersteund door een eerder genoemd bewijs. Kortom, "het is zo omdat het zo is".

Men kan hierdoor concluderen dat we niets met zekerheid weten en alles wat we als waarheid aannemen met drogredenen is onderbouwd.
Het Münchhausentrilemma is vernoemd naar Baron von Münchhausen. Deze 18e-eeuwse avonturier vertelde de nodige fantasieverhalen over zichzelf die nog steeds voortleven als volksverhaal. Het trilemma vertoont overeenkomsten met een van die verhalen, waarbij de Baron zichzelf en zijn paard uit een moeras redt door zich er aan zijn eigen haren uit te trekken.
Dit trilemma is ook bekend als het trilemma van Agrippa, naar een soortgelijk argument van Sextus Empiricus dat door Diogenes Laërtius werd toegeschreven aan de scepticus Agrippa.